# Семёнов, Иван Петрович (певец)
Иван Петрович Семёнов (13 (26) ноября 1916 год, пос. Верхний Уфалей, Екатеринбургский уезд, Пермская губерния — 11 марта 1988, Свердловск) — советский оперный и камерный певец (драматический баритон), педагог, народный артист РСФСР.

## Биография
Родился 13 (26) ноября 1916 года в посёлке Верхний Уфалей Екатеринбургского уезда Пермской губернии (ныне — Челябинская область).
В 1948 году закончил Уральскую государственную консерваторию (класс В. Г. Ухова).
В 1939—1945 годах был солистом Ансамбля Уральского военного округа. В 1947—1948 годах служил в Свердловском театре музыкальной комедии. В 1948—1950 годах выступал в Ансамбле Министерства внутренних дел. Затем был солистом Удмуртской (1950—1952 годы) и Томской (1952—1954) филармоний.
С 1954 по 1974 года выступал в Свердловском театре оперы и балета. Одновременно в 1957—1986 годах преподавал в Уральской консерватории. В 1967 году исполнил партию Бориса Годунова в Пльзеньском оперном театре (Чехословакия).
Стал первым исполнителем многих произведений уральских композиторов Клары Кацман, Григория Белоглазова, Виктора Трамбицкого, Бориса Гибалина.
Умер 11 марта 1988 года в Свердловске. Похоронен на Восточном кладбище.

## Награды и премии
- Заслуженный артист РСФСР (6.11.1958).
- Народный артист РСФСР (30.11.1962).

## Оперные партии
- «Князь Игорь» Бородина — князь Игорь
- «Кармен»Бизе — Эскамильо
- «Симон Бокканегра» Верди — Симон Бокканегра
- «Риголетто» Д. Верди — Риголетто
- «Бал-маскарад» Д. Верди — Ренато
- «Демон» А. Рубинштейна — Демон
- «Борис Годунов» М. П. Мусоргского — Борис Годунов
- «Царская невеста» Н. Римского-Корсакова — Грязной
- «Отелло» Дж. Верди — Яго
- «Дон Жуан»Моцарт — Дон Жуан
- «Гроза» Трамбицкого — Кудряш